# Paraguaykristtorn
Paraguaykristtorn (Ilex paraguariensis) er en stedsegrøn busk, der med tiden udvikler sig til et træ på op imod 15 m.
Fra paraguaykristtornen fremstilles mate, en telignende drik, ved at lade tørrede blade trække i kogende vand. Mate er udbredt i det centrale og sydlige Sydamerika, hvor også træet vokser.

## Beskrivelse
Knopperne er små og spredte, ægformede og brune med lidt udstående knopskæl. Bladene er ovale med savtakket rand. Blomsterne er små og grøn-hvidlige med fire kronblade. Frugterne er 4-6 mm store bær.

## Kultivering
Paraguaykristtornen dyrkes særligt i det nordlige Argentina, Uruguay, Paraguay og det sydlige Brasilien. Frø til spiring af nye planter høstes fra januar til april, men først når de er blevet mørkviolette. Efter høsten lægges de i vand for at fjerne ikke-levedygtige frø (der flyder ovenpå) og urenheder som kviste og blade. Nye planter sættes marts til maj. Nogle steder sætter man dem i potter, og de plantes efterfølgende ud på deres blivende voksested mellem april og september.
Paraguaykristtornens naturlige fjender er også et problem i dyrkningen. Blandt skadedyr er Gyropsylla spegazziniana, en næbmunde-art, der lægger æg i grenene, Hedyphates betulinus, en art af træbukke, svækker træet og gør det mere modtagelig for skimmel og meldug, Perigonia lusca, et møl, hvis larver æder bladene, samt flere midearter.
Mateen kan variere i smagsstyrke, mængde af koffein og andre næringsstoffer afhængig af, om det er en han- eller hunplante. Hunplanterne har en tendens til at give mildere smag og lavere koffeinindhold. De er også sjældnere forekommende i de områder, hvor paraguaykristtornen dyrkes.
Ifølge FAO er Brasilien den største producent af mate med 619.003 MT, fulgt af Argentina med 290.950 MT og Paraguay med 105.005 MT (2017).